# Enrique Congrains

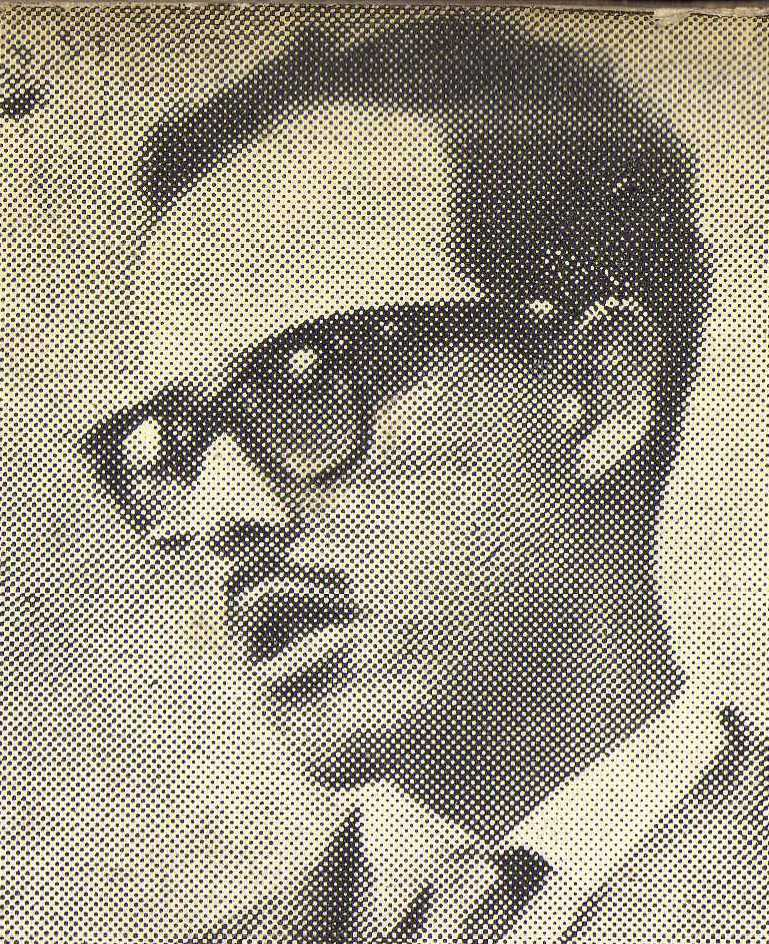
Enrique Congrains Martin

Enrique Congrains (mit vollständigem Namen Enrique Congrains Martín; * 1932 in Lima, Peru; † 6. Juli 2009 in Cochabamba, Bolivien) war ein peruanischer Schriftsteller. Er zählt zu den frühen Repräsentanten der peruanischen Großstadtliteratur.

## Leben
In Lima besuchte Enrique Congrains die Primar- und Sekundarschule. Seine Erzählung El niño de junto al cielo wurde in zahlreichen Lesebüchern in Peru veröffentlicht. Gemeinsam mit Julio Ramón Ribeyro, Carlos Eduardo Zavaleta und Manuel Scorza gehörte er zu der Generation 50. Sein Roman No una, sino muchas muertes ("Niemand, aber viele Tote)" wurde in einem Film von Francisco Lombardi mit dem Titel Maruja Made in Hell thematisiert. Zuletzt lebte er mehrere Jahre in Bolivien, wo er im Krankenhaus an Herzstillstand starb. Er hatte 8 Kinder.

## Werke (Auswahl)
In Klammern das Erscheinungsjahr der Originalausgabe:
- Lima, hora cero (1954)
- Kikuyo (1955)
- No una, sino muchas muertes (1957)
- El niño de junto al cielo
- Domingo en jaula de esteras

## Belege
1. ↑  Fallece el escritor peruano Enrique Congrains (Mitteilung über den Tod von E. Congrains; spanisch)
2. ↑  http://www.andina.com.pe/espanol/Noticia.aspx?id=k5n87S9P7/M=@1@2Vorlage:Toter+Link/www.andina.com.pe+(Seite+nicht+mehr+abrufbar,+festgestellt+im+April+2019.+Suche+in+Webarchiven) Datei:Pictogram+voting+info.svg Info:+Der+Link+wurde+automatisch+als+defekt+markiert.+Bitte+prüfe+den+Link+gemäß+Anleitung+und+entferne+dann+diesen+Hinweis.